# کورتیز دیویس
کورتیز دیویس (انگلیسی: Curtis Davies؛ زادهٔ ۱۵ مارس ۱۹۸۵) یک بازیکن فوتبال اهل انگلستان است.